# Na Lune
Na Lune (russisk: На Луне) er en russisk spillefilm fra 2020 af Jegor Kontjalovskij.

## Medvirkende
- Ivan Arkhangelskij som Gleb
- Vitali Kisjjenko som Vitalij Sorokin
- Aleksandr Balujev
- Fjodor Bavtrikov som Bob
- Stepan Lapin som Kir